# Pourseille
 (janvier 2015).
La Pourseille est un ruisseau français situé dans le département de l'Ardèche et un affluent de la Fontolière, donc un sous-affluent du Rhône par l'Ardèche.

## Géographie
La longueur de son cours d'eau est de 5,7 km.
Il prend sa source sur la commune de Montpezat-sous-Bauzon, au-dessus du village du Fau, avant de rejoindre la Fontolière. Le confluent est situé en contrebas de l'éperon rocheux de Pourcheyrolles.

## Étymologie
Pourseille (sans article dans la manière occitane de désigner les cours d'eau) trouve vraisemblablement son origine dans le terme bas-latin porcus, "le cochon". Pourseille viendrait alors de *Porcilia, soit que des cochons y aient été élevés autrefois dans son pourtour, soit qu'elle ait servi d'égout naturel où l'on rejette des détritus, assimilée alors à un élément sale, semblable à des cochons. Il faut en effet rappeler que les rivières ont servi depuis toujours de décharge publique : de nombreux Merdaric et Merdanson en témoignent.